# Matjaž Vrhovnik
Matjaž Vrhovnik (né le 6 mai 1972) est un skieur alpin slovène.

## Coupe du Monde
- 1 victoire en Slalom.